# Nolbystenen
Nolbystenen, även kallad "Burestenen", med signum M 1, står i det reservatslika och unika fornlämningsområdet Kvissle-Nolby-Prästbolet vid Ljungans utlopp i Bottenhavet söder om Sundsvall.

## Inskriften
Nolbystenen bär runor och kors från tiden vid kristendomens införande. Strax bredvid finns ruinen av ett tidigmedeltida gårdskapell, flera vikingatida gravfält och tolv storhögar från folkvandringstiden, varav en är Norrlands största. Nolbystenens text användes som källa av Johan Bure när han gjorde sin släktbok över Bureätten. Den från runor översatta texten lyder enligt nedan:
Runskrift (yngre futhark):
× ᛒᛆᚱᚴᛋᚢᛆᛁᚿ ᚢᚴ ᛋᛁᚼᚢᛅᛋᛐᚱ ᚢᚴ ᚠᚱᛁᚦᛁ ᚱᛆᛁᛋᛐᚢ ᛋᛏᛆᛁᚿ ᚦᛁᚿᛋᛆ ' ᛆᚠᛐᛁᛦ ᛒᚢᚱᛁ ᚠᛆᚦᚢᚱ ᛁᛋᛁᚿ ' ᛁᚿ ᚠᛆᚱᚦᛆᛁᚼᚿ ᛘᛆᚱᚴᛆᚦᛁ
Translitterering av runraden:
× barksuain uk sihuastr uk friþi raistu stain ¶ þinsa ' aftiR buri faþur isin ' in farþaihn markaþi
Normalisering till runsvenska:
Bergsvæinn ok Sigfastr ok Friði ræistu stæin þennsa æftiR Buri(?)/Byri(?), faður sinn. En Farþegn markaði.
Översättning till nusvenska:
Barksven och Sigfast och Fride reste denna sten efter Bure, sin fader. Men Fartegn märkte.